# Reinøya (Måsøy)
Pour les articles homonymes, voir Reinøya.
Reinøya (en same : Reainnát) est une île norvégienne de la municipalité de Måsøy du comté de Finnmark. Sa superficie est de 3.67 km². 